# Frank Dahlgaard
Frank Dahlgaard (født 28. januar 1946 i København) er lektor i økonomiske fag på Niels Brock Handelsgymnasium. Han er en dansk cand. polit., journalist, forfatter og samfundsdebattør, der er tidligere folketingsmedlem for Det Konservative Folkeparti og Kristeligt Folkeparti. Formand for Liberal Alliance i Gladsaxe i perioden 2011-2016.
Frank Dahlgaard er barnebarn af fhv. minister Bertel Dahlgaard og søn af fhv. arbejdsminister og cand.polit. Lauge Dahlgaard og Hellen Dahlgaard. Han blev student fra Øregård Gymnasium i 1964 og blev cand.polit. fra Københavns Universitet i 1972. Efter gymnasiet aftjente han sin værnepligt i Flyvevåbnet, hvor han var sergent i 1965-1966. Som nyuddannet blev han ansat som udvalgssekretær i Folketinget (1972-1973), hvorefter han blev økonomisk-politisk journalist ved Kristeligt Dagblad, hvor han var frem til 1976. Fra 1974-1977 var han tilknyttet Handelshøjskolen i København som underviser. Fra 1976-1984 var han økonomisk journalist, kommentator og nyhedsjournalist ved Berlingske Tidende, derefter ved Politisk Ugebrev 1984-1985 og ved Børsens Nyhedsmagasin 1985-1986. Han fungerede derefter som økonomisk kommentator ved Fyens Stiftstidende og Aalborg Stiftstidende til 1992. Fra 1996 var han ekstern lektor ved Institut for Statskundskab ved Københavns Universitet. Fra feb. 2003 til sept. 2007 var han ansat som fuldmægtig i Danmarks Statistik, hvor hovedopgaven var at udarbejde Nordisk Statistisk Årbog. Fra 2003 har han også været underviser i økonomi ved Folkeuniversitetet i København. Fra 2007 til 2012 har Dahlgaard undervist i international økonomi på Erhvervsskolen Nordsjælland. Siden på Niels Brock Handelsgymnasium, hvor han i 2014 blev fastansat som lektor. Her underviser han i International Økonomi, Samfundsfag og Finansiering.
Folketingskarrieren begyndte 21. september 1994, hvor Dahlgaard blev valgt for Det Konservative Folkeparti i Bispeeng-kredsen (Østre Storkreds). 16. juni 1999 blev han ekskluderet af en enig konservativ folketingsgruppe og blev løsgænger frem til 29. august 2001, hvor han sluttede sig til Kristeligt Folkepartis gruppe. Ved valget 20. november 2001 blev han ikke genvalgt. Årsagen til bruddet var uenighed om europapolitikken, hvor Dahlgaard markerede sig som modstander af euroen op til afstemningen i 2000 og talsperson for Nationernes Europa – EF-tilhængere imod mere union Arkiveret 31. oktober 2020 hos  Wayback Machine, der bl.a. udgav bogen "Euro eller krone" i 1999, og i 2020 kom bogen "Kampen om kronen". Det var på 20-årsdagen for euro-folkeafstemningen. Frank Dahlgaard meldte sig ud af Kristendemokraterne i 2004.
Frank Dahlgaard har i en årrække haft en omfattende foredragsvirksomhed, bl.a. om økonomi og samfundsforhold. Han modtog Kosan Prisen i 1986 og Årets Forklæde i 1994.
Frank Dahlgaard offentliggjorde 14. august 2011 at han havde meldt sig ind i Liberal Alliance. Han meldte sig ud i september 2016 i protest mod topstyringen i partiet.